# Antoon Thiry
Antoon Frans Thiry (Leuven, 8 september 1888 - Antwerpen, 13 juli 1954) was een Vlaams schrijver.
In 1911 debuteerde hij met het samen met Felix Timmermans geschreven Begijnhofsproken. Tijdens de  Eerste Wereldoorlog sloot hij zich aan bij de radicaal activistische  groep Jong-Vlaanderen, die een Onafhankelijk Vlaanderen voorstond.  In 1918 week Thiry uit naar Tiel in Gelderland, waar hij leraar en bibliothecaris was en tot zijn terugkeer naar Vlaanderen in 1930 twaalf romans schreef. Na zijn terugkeer woonde hij in Antwerpen en Mortsel en schreef tot en met 1949 nog negen romans, waaronder Gasten in 't huis ten halve en Ach, de kleine stad.